# Ruslan Polovinko
Ruslan Polovinko (en ukrainien : Руслан Олександрович Половинко ; 21 octobre 1969 - 6 août 1992) est un pilote d'hélicoptère et lieutenant ukraino-azerbaïdjanais, qui a participé à la première guerre du Haut-Karabakh au sein de l'armée azerbaïdjanaise. Pour ses actions pendant la guerre, il reçoit à titre posthume le titre de Héros national de l'Azerbaïdjan.

## Biographie
Ruslan Polovinko est né le 21 octobre 1969 à Zmiïv de l'oblast de Kharkiv en Ukraine. En 1987, il s'inscrit à l'école supérieure d'aviation militaire de Syzran à Syzran, en Russie. Après avoir obtenu son diplôme d'études secondaires en 1991, il est envoyé pour servir dans le Nakhitchevan. Après la formation des forces aériennes azerbaïdjanaises, il poursuit  son service dans l'escadron d'hélicoptères de Bakou.

### Service militaire
À partir de 1991, il commence à combattre lors de la première guerre du Haut-Karabakh. Il fait preuve d'un grand héroïsme dans les batailles de Gubadly, Lachin et Aghdere. Le 6 août 1992, après avoir reçu des informations sur le siège de l'armée azerbaïdjanaise par les forces arméniennes sur les hauteurs de Kasapet, l'équipage de l'hélicoptère Mi-24, composé de Ruslan Polovinko, Zakir Majidov (commandant) et Javanshir Rahimov se précipite pour les aider à évacuer. Après avoir effectué trois sorties d'attaque de positions ennemies et évacué des soldats blessés et morts, ils sont abattus lors de leur quatrième vol, entraînant la mort de tous les membres d'équipage.
Ruslan Polovinko reçoit à titre posthume le titre de Héros national de l'Azerbaïdjan le 14 septembre 1992, par le décret n°204 du président de l'Azerbaïdjan. Il est enterré dans sa ville natale de Zmiïv.